# اسلام‌آباد (خاش)
اسلام‌آباد روستایی در دهستان کارواندر بخش مرکزی شهرستان خاش استان سیستان و بلوچستان ایران است.

## جمعیت
بر پایه سرشماری عمومی نفوس و مسکن در سال ۱۳۹۵ جمعیت این مکان ۶۸ نفر (۲۰ خانوار) بوده‌است.